# Statue d'Ambiorix
La statue d'Ambiorix, dit aussi Monument à Ambiorix est une statue en bronze située sur la Grand-Place (Grote Markt) de la ville belge de Tongres. Érigée en 1866, elle est l'œuvre de Jules Bertin.

## Historique
Le poète Joannes Nolet de Brauwere van Steeland a attiré l'attention sur Ambiorix en 1841 avec une épopée lyrique.
En 1860, à la demande de l'ancienne Société des antiquaires de Tongres, le conseil municipal décide de demander une subvention pour l'érection d'un monument en l'honneur d'Ambiorix. Cette subvention est accordée en 1865.
La commande de la sculpture est confiée à l'artiste français Jules Bertin (1826-1892), qui vit à Tongres à l'époque, et qui achève l'œuvre en 1866 sous la direction artistique de Guillaume Geefs. 
La statue est érigée sur la Grand-Place de Tongres, où se trouvait auparavant le perron, et se dresse sur un piédestal en pierre naturelle de 3 mètres de haut qui prend la forme d'un dolmen préhistorique.
Le monument est inauguré le 5 septembre 1866, en présence du roi Léopold II et de son épouse la Reine Marie-Henriette.
L'aigle a disparu en 1965 à cause d'un groupe d'étudiants éméchés. L'un d'eux avait grimpé sur la statue, avait lâché prise et avait brisé l'aigle dans sa chute. Il a été récupéré et réinstallé plus d'un demi-siècle plus tard.

## Description
La statue en bronze d'une hauteur de 390 cm pèse 1 100 kg. Le piédestal est construit en pierre rouge de Luxembourg (grès ferrugineux).
Ambiorix est représenté comme un guerrier moustachu piétinant une couronne de laurier et des faisceaux de licteur romains tout en retenant un aigle — comme toutes les légions, la Legio XIV détruite avait une aigle romaine comme emblème. Le roi des Éburons porte la main gauche sur la poitrine et est armé d'une hache de guerre dans la main droite et d'une épée à sa ceinture. Il porte des vêtements d'inspiration celtique, dont un casque ailé orné d'un dragon. Plus anachronique encore, le piédestal est en forme de dolmen préhistorique. La grille de clôture est ornée de lances, de têtes de sanglier et de flèches.

## Restauration
Lors d'une inspection technique en 1991, il s'est avéré que la statue n'était plus solidement assise sur son socle. La statue elle-même semblait en bon état, mais la feuille de plomb intermédiaire nécessaire à la stabilité avait complètement disparu et les points d'ancrage étaient également complètement rouillés.
Par arrêté ministériel du 17 juin 1992, la statue a été déclarée éligible « à la protection ». Le 1er décembre 1992, après 126 ans de station debout par tous les temps, la statue vert bronze a été retirée de son piédestal pour un examen approfondi et une restauration. Elle a d'abord été transférée à la caserne locale pour une inspection plus approfondie. Les enquêtes et procédures administratives se sont poursuivies jusqu'en 1994. Le 17 mars de cette année-là, la statue est finalement transférée à une entreprise bruxelloise spécialisée. Quelques mois plus tard, le 8 juillet 1994, elle est entièrement restaurée, sa patine ayant retrouvée sa couleur noire, et réinstallée sur son piédestal.

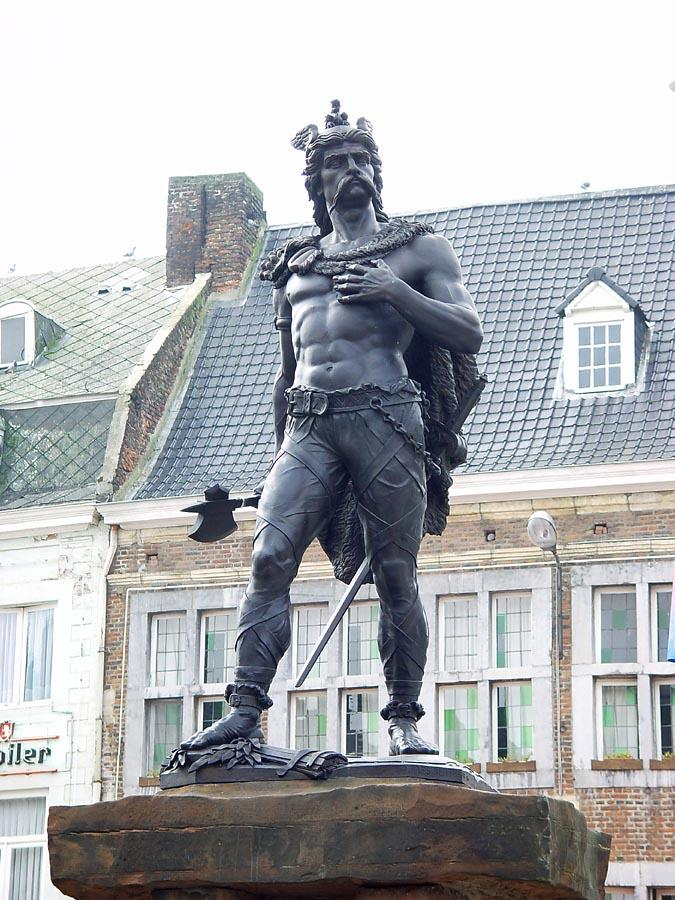
Détail de la statue d'Ambiorix, face antérieure.
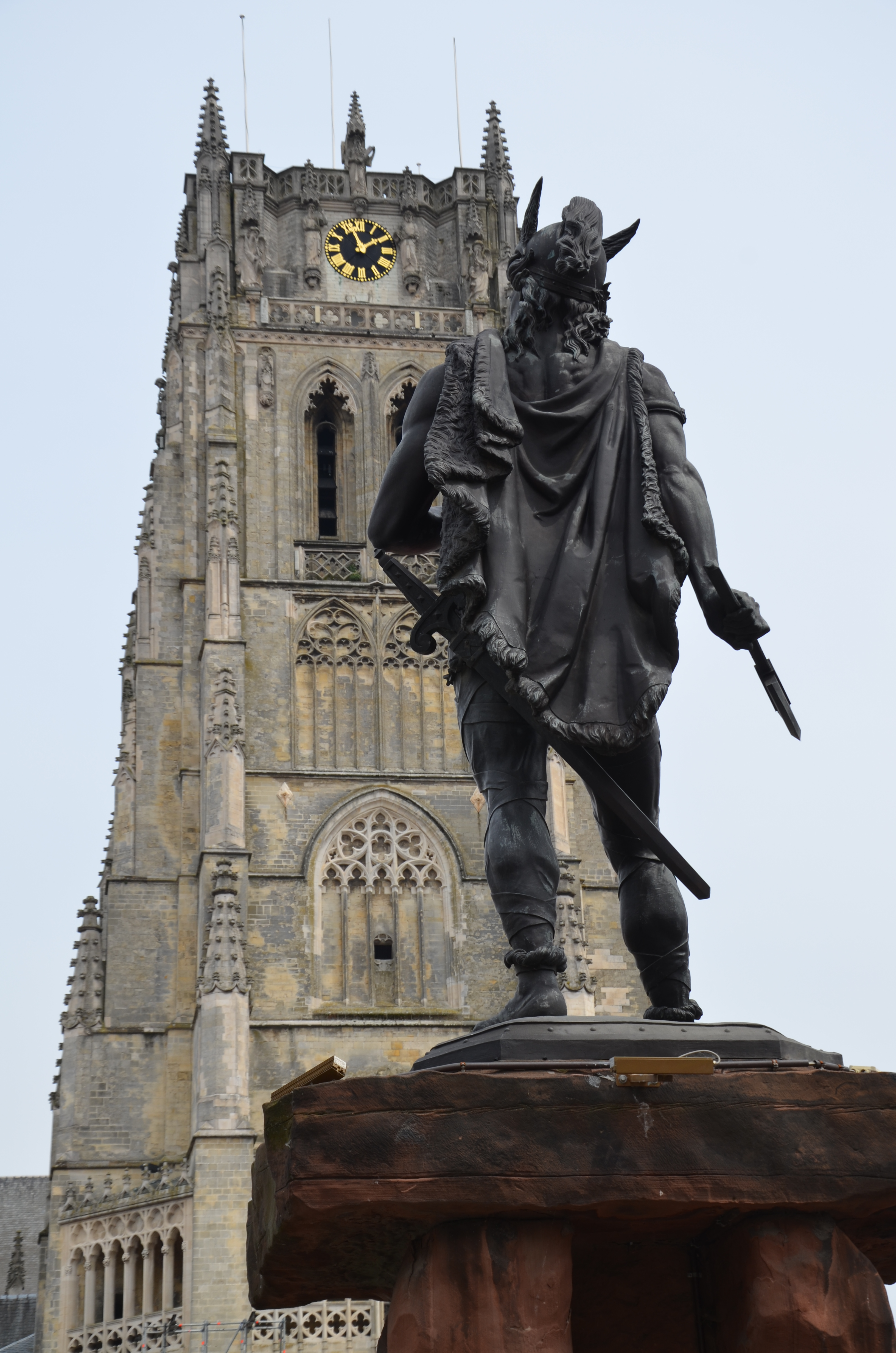
Détail de la statue d'Ambiorix, face postérieure.
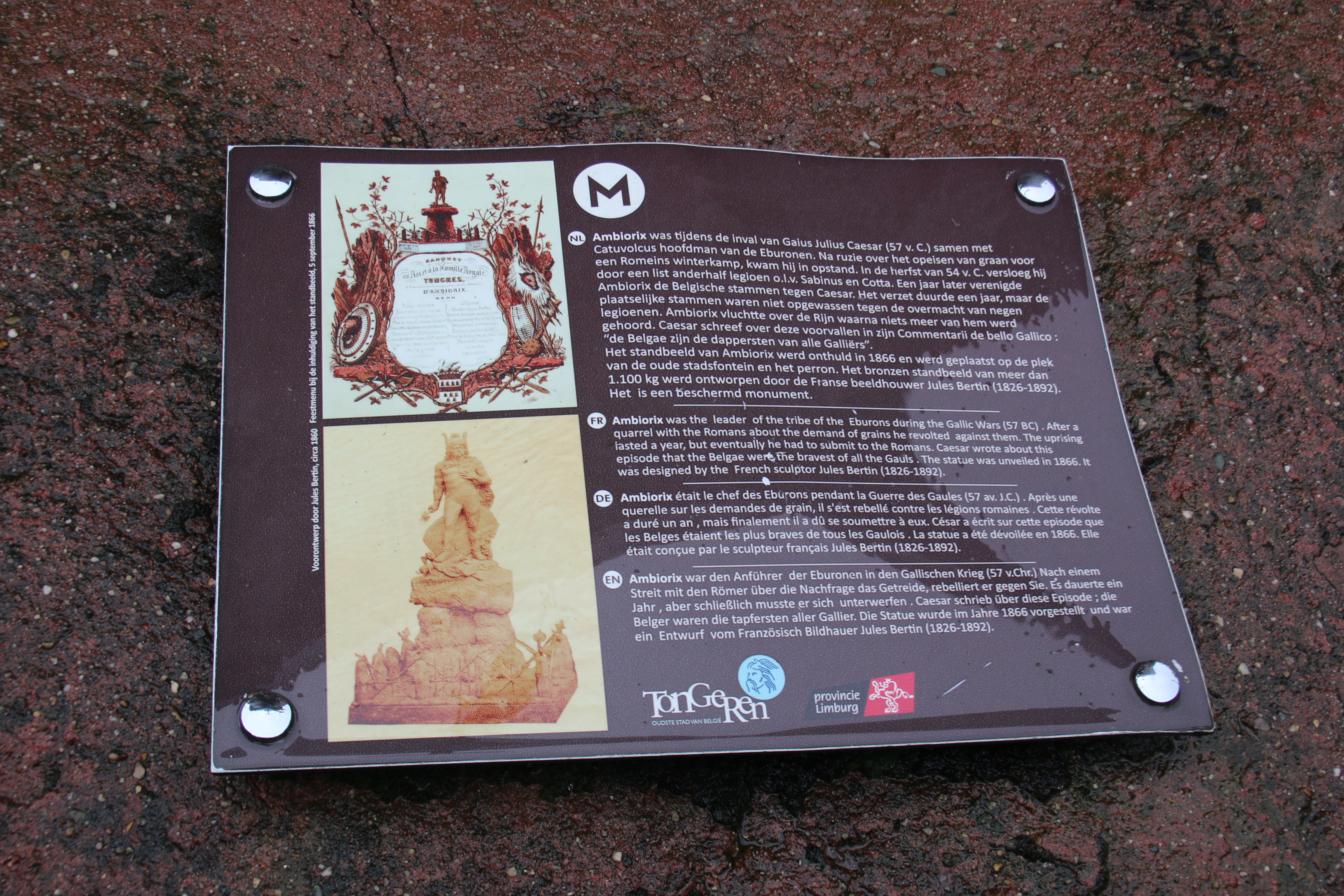
Panneau d'information.

## LeMonument à Vercingétorix
En 1890, Jules Bertin sculpte le Monument à Vercingétorix, successeur d'Ambiorix dans l'histoire gauloise. Cette statue est une variante de celle d'Ambiorix de Tongres et a été érigée à Saint-Denis. Elle a été envoyée à la fonte pendant la Seconde Guerre mondiale.